# XVII secolo a.C.
Il XVII secolo a.C. (diciassettesimo secolo avanti Cristo) è il secolo che inizia nell'anno 1700 a.C. e termina nell'anno 1601 a.C. incluso.

## Avvenimenti
Anni 1690 a.C.
- Ammi-Ditana (1683 a.C-1648 a.C.) 9° Sovrano della I Dinastia di Babilonia.

Anni 1680 a.C.
- Labarna I (1680 a.C. - 1650 a.C.) Primo sovrano del Regno Ittita.

Anni 1670 a.C.
- Avvento della dinastia Shang in Cina (1675 a.C.)
  - Shang Tang (1675 a.C. - 1648 a.C.) 1° Sovrano della dinastia Shang in Cina.
- Inizio della XV dinastia egizia (1670 a.C. - 1543 a.C.) e del Secondo periodo intermedio. Antico Egitto governato dalla tribù. semitica degli Hyksos. 
  - Salitis (1670 a.C. - 1650 a.C.) I faraone della XV dinastia egizia.

Anni 1650 a.C.
- Hattušili I (1650 a.C. - 1620 a.C.), 2° sovrano del Regno Ittita, unifica lo stato ittita.
  - La città di Ḫattuša diventa capitale dell'impero ittita: Ha inizio l'espansione ittita.
- Sheshi (1650 a.C. - 1635 a.C.) II faraone della XV dinastia egizia.
  - Lo scriba Ahmes scrive il Papiro di Rhind.
- Tai Ding (1648 a.C. ca.) 2° Sovrano della dinastia Shang in Cina.
- Wai Bing (1648 a.C. ca.) 3° Sovrano della dinastia Shang in Cina.
- Zhong Ren (1648 a.C. - 1644 a.C. ca.) 4° Sovrano della dinastia Shang in Cina
- Tai Jia (1644 a.C. - 1619 a.C. ca.) 5° Sovrano della dinastia Shang in Cina.

Anni 1640 a.C.
- Ammi-saduqa (1648 a.C-1626 a.C.) 10° Sovrano della. I Dinastia di Babilonia.

Anni 1630 a.C.
- Suserenra (1635 a.C. - 1590 a.C.) III faraone della XV dinastia egizia.
- Eruzione minoica del Vulcano Thera (1627 a.C. - 1600 a.C. ca.).

Anni 1620 a.C.
- Samsu-Ditana (1626 a.C-1595 a.C.) 11° Sovrano della I Dinastia di Babilonia
- Muršili I (1620 a.C. - 1590 a.C.) 3° sovrano del Regno Ittita

Anni 1610 a.C.
- Wo Ding (1619 a.C. - 1600 a.C. ca.) 6° Sovrano della dinastia Shang in Cina

## Personaggi significativi
- ca. 1655 a.C.: morte di Tan-Uli, sovrano degli Elamiti.